# Erzbistum Naxos, Andros, Tinos und Mykonos
Das Erzbistum Naxos, Andros, Tinos und Mykonos (lateinisch Archidioecesis Naxiensis, Andrensis, Tinensis, et Myconensis) ist eine in Griechenland gelegene Erzdiözese der römisch-katholischen Kirche mit Sitz in Xinara auf der Insel Tinos. Es umfasst die Inseln Naxos, Andros, Tinos, Mykonos sowie Delos, Paros, Antiparos, Amorgos und die Kleinen Kykladen.

## Geschichte
Naxos wurde zu Beginn des 13. Jahrhunderts unter dem venezianischen Kreuzfahrer-Regiment des Marco Sanudo als Bistum des Herzogtums des Archipelagos begründet und 1522 zum Erzbistum erhoben. Am 3. Juni 1919 wurden diesem die Bistümer Andros, Tinos und Mykonos uniert. Die Erzdiözese umfasst seitdem die ägäischen Kykladen-Inseln Naxos, Tinos, Andros und Mykonos.
Am 29. April 1994 wurde Nikólaos Printésis zum Erzbischof von Naxos-Tinos ernannt, am 4. Juli 1994 in sein Amt eingeführt. Der Erzbischof trägt den Titel eines Metropoliten des Ägäischen Meeres und ist zugleich Apostolischer Administrator des Bistums Chios.
Die Kathedrale ist dem  Patrozinium Unserer Lieben Frau vom Rosenkranz unterstellt, die auch Patronin des Bistums ist. Römisch-katholische Kirchen gibt es auf Tinos, Naxos, Paros sowie Mykonos.
Suffraganbistümer sind Chios, Syros, Santorini und Kreta.
|  |

## Statistik
| Jahr | Bevölkerung | Bevölkerung | Bevölkerung | Priester   | Priester           | Priester         | Priester               | Ständige Diakone | Ordensleute | Ordensleute | Pfarreien |
| Jahr | Katholiken  | Einwohner   | %           | Gesamtzahl | Diözesan- priester | Ordens- priester | Katholiken je Priester | Ständige Diakone | männlich    | weiblich    | Pfarreien |
| ---- | ----------- | ----------- | ----------- | ---------- | ------------------ | ---------------- | ---------------------- | ---------------- | ----------- | ----------- | --------- |
| 1949 | 4.720       | 31.980      | 14,8        | 16         | 12                 | 4                | 295                    |                  | 11          | 25          | 26        |
| 1970 | 3.450       | 50.331      | 6,9         | 15         | 11                 | 4                | 230                    |                  | 4           | 27          | 2         |
| 1980 | 2.612       | 46.500      | 5,6         | 15         | 11                 | 4                | 174                    |                  | 5           | 13          | 24        |
| 1990 | 2.608       | 44.834      | 5,8         | 10         | 7                  | 3                | 260                    |                  | 4           | 11          | 25        |
| 2000 | 2.666       | 45.550      | 5,9         | 10         | 8                  | 2                | 266                    |                  | 3           | 6           | 9         |
| 2013 | 5.400       | 61.900      | 8,7         | 11         | 10                 | 1                | 490                    |                  | 1           | 1           | 30        |
| 2016 | 5.000       | 60.200      | 10,0        | 11         | 10                 | 1                | 454                    |                  | 1           | 2           | 30        |